# Collegio plurinominale Sardegna - 01 (Camera dei deputati 2020)
Il collegio elettorale plurinominale Sardegna - 01 è un collegio elettorale plurinominale della Repubblica italiana per l'elezione della Camera dei deputati.

## Territorio
Come previsto dalla legge n. 51 del 27 maggio 2019, il collegio è stato definito tramite decreto legislativo all'interno della Circoscrizione Sardegna.
Il collegio comprende l'intera circoscrizione cioè tutti e quattro i collegi uninominali Sardegna - 01 (Cagliari), Sardegna - 02 (Carbonia), Sardegna - 03 (Nuoro) e Sardegna - 04 (Sassari).

## XIX legislatura

### Risultati elettorali
|                               | Fratelli d'Italia                                       | 161 696   | 23,59 | 2 | 277 799 | 40,52 | 4 |  |  |
|                               | Forza Italia                                            | 58 531    | 8,54  | 1 | 277 799 | 40,52 | 4 |  |  |
|                               | Lega per Salvini Premier                                | 43 061    | 6,28  | – | 277 799 | 40,52 | 4 |  |  |
|                               | Noi Moderati                                            | 14 511    | 2,12  | – | 277 799 | 40,52 | 4 |  |  |
|                               | Partito Democratico - Italia Democratica e Progressista | 127 438   | 18,59 | 1 | 184 854 | 26,96 | – |  |  |
|                               | Alleanza Verdi e Sinistra                               | 35 780    | 5,22  | 1 | 184 854 | 26,96 | – |  |  |
|                               | +Europa                                                 | 15 431    | 2,25  | – | 184 854 | 26,96 | – |  |  |
|                               | Impegno Civico – Centro Democratico                     | 6 205     | 0,91  | – | 184 854 | 26,96 | – |  |  |
|                               | Movimento 5 Stelle                                      | 149 477   | 21,80 | 2 | 149 477 | 21,80 | – |  |  |
|                               | Azione - Italia Viva                                    | 31 593    | 4,61  | – | 31 593  | 4,61  | – |  |  |
|                               | Italexit                                                | 16 669    | 2,43  | – | 16 669  | 2,43  | – |  |  |
|                               | Unione Popolare                                         | 10 762    | 1,57  | – | 10 762  | 1,57  | – |  |  |
|                               | Italia Sovrana e Popolare                               | 10 575    | 1,54  | – | 10 575  | 1,54  | – |  |  |
|                               | Vita                                                    | 3 858     | 0,56  | – | 3 858   | 0,56  | – |  |  |
| Totale                        | Totale                                                  | 685 587   | 100   | 7 | 685 587 | 100   | 4 |  |  |
|                               |                                                         |           |       |   |         |       |   |  |  |
| Voti non validi               | Voti non validi                                         | 28 202    | 3,95  |   |         |       |   |  |  |
| Votanti                       | Votanti                                                 | 713 789   | 53,17 |   |         |       |   |  |  |
| Elettori                      | Elettori                                                | 1 342 551 |       |   |         |       |   |  |  |
|                               |                                                         |           |       |   |         |       |   |  |  |
| Data: 25 settembre 2022       |                                                         |           |       |   |         |       |   |  |  |
| Fonte: Ministero dell'interno |                                                         |           |       |   |         |       |   |  |  |

### Eletti

#### Eletti nei collegi uninominali
Eletti nella coalizione di coalizione di centro-destra (FdI - Lega - FI - NM)
| Collegio uninominale | Eletto | Eletto          | Partito |
| -------------------- | ------ | --------------- | ------- |
| 1. Cagliari          |        | Ugo Cappellacci | FI      |
| 2. Carbonia          |        | Gianni Lampis   | FdI     |
| 3. Nuoro             |        | Barbara Polo    | FdI     |
| 4. Sassari           |        | Dario Giagoni   | Lega    |

#### Eletti nella quota proporzionale
| Fratelli d'Italia               | Movimento 5 Stelle            | Partito Democratico-IDP | Forza Italia    | Alleanza Verdi e Sinistra |
| ------------------------------- | ----------------------------- | ----------------------- | --------------- | ------------------------- |
|                                 |                               |                         |                 |                           |
| Salvatore Deidda Francesco Mura | Emiliano Fenu Susanna Cherchi | Silvio Lai              | Pietro Pittalis | Francesca Ghirra          |

1. ↑  Dimissionario in data 22.07.2025 (incompatibile con la carica di sindaco di Nuoro); lo stesso giorno subentra Mario Perantoni.